# Pyrausta melanalis
Pyrausta melanalis là một loài bướm đêm trong họ Crambidae.